# Rila vízerőmű rendszer
A Rila vízerőmű rendszer gátakból, vízierőművekből és egyéb víz- és elektromos létesítményekből áll álló hálózat Nyugat-Bulgáriában, a Rila-hegység nyugati részén. A Rila Kaszkádnak is nevezett létesítmény hidrotechnikai eszközei az Országos Villamosipari Vállalat, az elektromos létesítmények pedig a Granitoid bolgár részvénytársaság tulajdonában vannak.
A létesítmény az első nagy vízerőmű-projekt Bulgáriában, amelynek építése 1924-ben kezdődött. Viszonylag kis vízgyűjtőjével nagyon magas – 2235,5 méter – teljes eséssel bír, Bulgária legmagasabb gátait tartalmazza.

## Gátrendszer
A Rila vízerőmű rendszert egy 3 összekapcsolt gátból álló hálózat táplálja Rila-hegység északnyugati részén.
A Malak Kalin a három gát közül a legkisebb, ám Bulgária legmagasabban fekvő mesterséges víztározója. 1940 és 1949 között épült, 20 ezer köbméter merülőtérfogatú, 2 hektár elöntött területtel rendelkezik. A gát beton gravitációs szerkezettel épült, ennek magassága 4,8 méter, koronahossza 54,9 méter. A gát szezonális kiegyenlítőként szolgál, de mérete nem elegendő a természetes vízgyűjtő vizének kiegyenlítésére. Az összegyűjtött vizet egy 597 méter hosszú és 1,60 × 1,80 méter méretű alagúton vezetik a Kalin víztározóba.
A Kalin víztározó 1940–1947 között épült. Gátja egy 15 méter magas, 390 méter gerinchosszúságú beton gravitációs építmény. A tó térfogata 1,02 millió m³, felülete 35 hektár. A vizet természetes vízgyűjtőjéből, a Malak Kalin duzzasztóból, valamint a Debrastica folyó vízgyűjtőjéből a 2,4 km hosszú Kalin csatornán át nyeri.
A Karagyol-gát 1949–1953-ban épült, beton gravitációs gátfala 19,5 méter magas, koronahossza 186 méter. A tó térfogata 2,2 millió m³, felszíne 10 hektár. Vize természetes vízgyűjtőjéből, valamint a rendszerben lévő másik két duzzasztóból, valamint a PAVEC Kalin alsó szintezőjéből nyeri. A gát kezdetben teljes egészében villamosenergia-termelésre szolgált, de a 21. század elején Dupnica vízellátásához is biztosítanak belőle vizet.

## Kapcsolódó erőművek
A gátrendszer alatt négy egymást követő vízerőmű található három kis kiegyenlítővel és több gyűjtőberendezéssel, amelyek további vízmennyiségeket juttatnak el ezekhez.
Az 1947-ben üzembe helyezett PAVEC Kalin Bulgária első szivattyús tározós vízerőműve. Egy 4,5 MW teljesítményű Pelton típusú turbinával és egy különálló, 5,6 MW teljesítményű centrifugál szivattyúval van felszerelve. A létesítmény vízellátását a Kalin és a Karagyol duzzasztókat egy víztoronnyal összekötő nyomóalagút szolgáltatja, amelyből 1600 méter hosszú és 500 milliméter átmérőjű földalatti nyomóvezeték ereszkedik le 840 méter szinteséssel.
A Kamenica Erőmű egy 3,6 MW teljesítményű Pelton típusú turbinával rendelkezik, amely 820 méteres szinteséssel működik. A kezelt vizek a szomszédos Pasztra kiegyenlítőbe folynak, amely 42 ezer m³ térfogattal rendelkezik. Ide egy 5 kilométer hosszú alagút vezeti a vizet a Pasztra falu felett található Rila patak vízgyűjtőjéből. Innen egy 900 méteres nyomóalagúton keresztül egy földalatti víztoronyba jutnak, ahonnan egy 307 méter hosszú felső nyomású vezetéken jut el a Pasztra Erőműhöz. Ez a vízerőmű rendszer legrégebbi erőműve, 1923–1925 között épült. Két Pelton típusú blokkja van, amelyek összteljesítménye 5,52 MW 295 méteres eséssel.

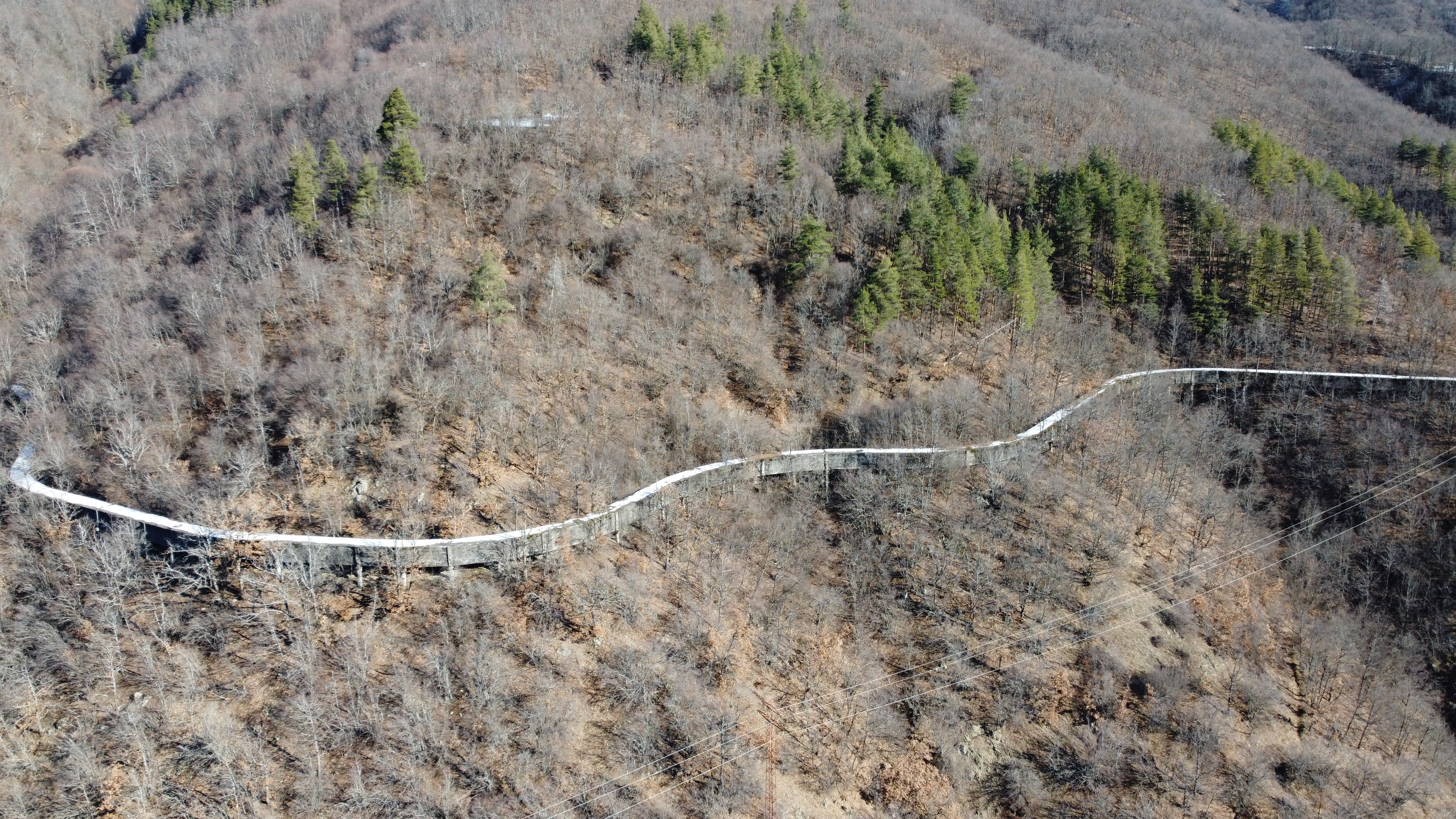
A Rila vízerőmű rendszerhez kapcsolódó vízvezeték a Pasztra falu fölötti hegyoldalban.

A Pasztra Erőmű vize a szomszédos, 46 ezer m³ térfogatú, a Rila folyó medrében épített Rila szintezőbe folyik. Innen egy nyomócsatornán és egy 19 alagútból álló sorozaton halad tovább, összesen 6 km hosszúságban egy földalatti víztoronyig, ahonnan egy 293 méter hosszú földfelszín feletti nyomóvezetéken keresztül jut el a Rila Erőműhöz, amely Rila városának szélén található. Itt 3 darab, Francis-turbinával felszerelt blokkja működik – kettőt 1929-ben, a harmadikat 1948-ban helyezték üzembe. Ezek összteljesítménye 11,2 MW 280 méteres eséssel. A kezelt vizeket közvetlenül a Rila patakba engedik.

## Fordítás
- Ez a szócikk részben vagy egészben  a(z)   Каскада „Рила“ című bolgár Wikipédia-szócikk ezen változatának fordításán alapul.  Az eredeti cikk szerkesztőit annak laptörténete sorolja fel. Ez a jelzés csupán a megfogalmazás eredetét és a szerzői jogokat jelzi, nem szolgál a cikkben szereplő információk forrásmegjelöléseként.